# Dragonara Palace

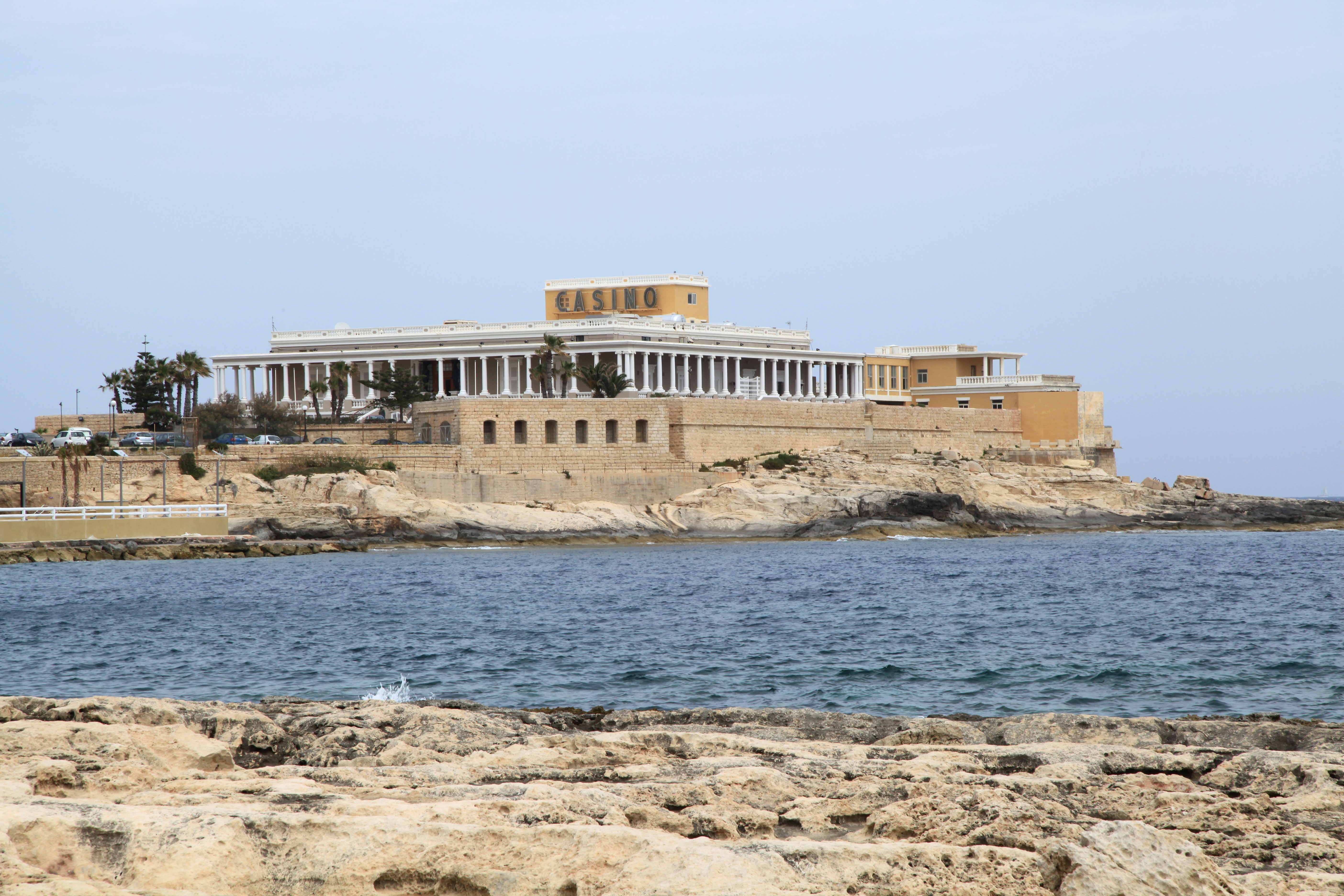
Der Dragonara Palace an der Triq id-Dragunara (Dragunara Street) in St. Julian’s, Malta

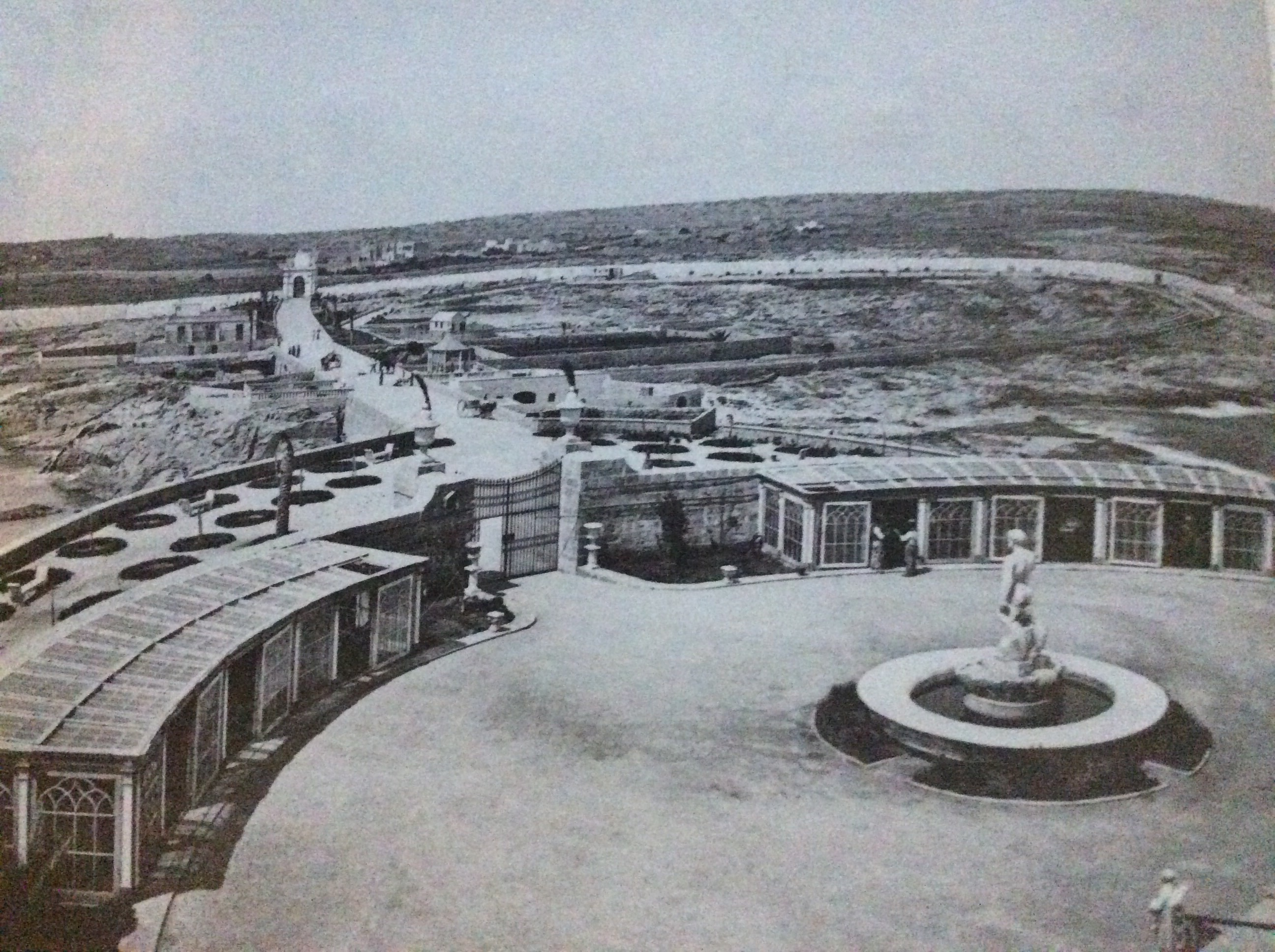
Blick im Jahr 1870 vom Palast aus auf das Gebiet des heutigen Paceville

Der Dragonara Palace (maltes.: Il-Palazz tad-Dragunara), auch bekannt als Palazzo Dragonara oder Villa Dragonara, ist ein Palast auf einem Landvorsprung in St. Julian’s auf Malta. Er wurde 1870 erbaut als Sommerresidenz für die Scicluna-Familie, und ist heute ein Spielcasino, genannt Dragonara Casino.
Der Legende nach soll ein Drachen an dem Ort gelebt haben.
Der Palast steht auf der nationalen Liste der Kulturgüter von Malta (National Inventory of the Cultural Property of the Maltese Islands / „Nationales Inventar der Kulturgüter der maltesischen Inseln“).